# Liste der Monuments historiques in Cleyrac
Die Liste der Monuments historiques in Cleyrac führt die Monuments historiques in der französischen Gemeinde Cleyrac auf.

## Liste der Bauwerke
| Bezeichnung        | Beschreibung                  | Standort | Kennzeichnung | Schutzstatus | Datum | Bild |
| ------------------ | ----------------------------- | -------- | ------------- | ------------ | ----- | ---- |
| Schloss Basgéran   | Erbaut im 16./17. Jahrhundert | (Lage)   | PA00083521    | Inscrit      | 1927  |      |
| Moulin de la Salle | Erbaut im 14. Jahrhundert     | (Lage)   | PA00083522    | Inscrit      | 1927  |      |

## Liste der Objekte
| Bezeichnung | Beschreibung          | Standort                       | Kennzeichnung | Schutzstatus | Datum | Bild |
| ----------- | --------------------- | ------------------------------ | ------------- | ------------ | ----- | ---- |
| Glocke      | Bronze, 1526 gegossen | in der Kirche St-Pierre (Lage) | PM33000469    | Classé       | 1942  |      |